# Richmond Boakye
Richmond Boakye Yiadom (Accra, 28 gennaio 1993) è un calciatore ghanese, attaccante del Sloga Doboj.

## Carriera

### Club

#### Gli inizi ed il passaggio al Genoa
Arrivò in Italia sul finire del 2008, per giocare con il D.C. United di Accra il torneo amichevole per squadre giovanili "Giulietta e Romeo" a Montecchio Maggiore, dove venne visionato dagli osservatori del Genoa che lo portarono in Liguria.
Con la squadra Primavera del Genoa vince nel 2009 la Coppa Italia di categoria e nel 2010 lo scudetto di categoria.
Il 9 settembre 2010 sempre con la maglia dei grifoncini vince la Supercoppa italiana Primavera (bissando il successo del 2009) segnando due gol nella partita terminata 5-0 contro il Milan.
Sempre in questa stagione passa in prima squadra e fa il suo esordio in Serie A il 3 aprile 2010. Entra in campo in sostituzione di David Suazo al 12' della gara casalinga contro il Livorno, segnando un gol nella sua prima esperienza nel massimo campionato, divenendo così il terzo marcatore debuttante più giovane in Italia.

#### Prestiti a Sassuolo ed Elche
Il 1º luglio 2011 viene ceduto in prestito al Sassuolo. Segna i primi gol ufficiali in Coppa Italia il 14 agosto contro la Juve Stabia (2-1) ed il 21 agosto contro il Verona (3-3). In campionato segna subito al debutto il 27 agosto nella vittoria per 3-1 contro la Nocerina. Si ripete tre giorni più tardi nella vittoria per 1-0 contro il Vicenza. Il 1º novembre segna una doppietta contro il Modena nel derby vinto 5-2 dai neroverdi.
Conclude la stagione con 34 presenze e 12 gol totali (10 in campionato), molte volte subentrando nel secondo tempo.
Il 16 luglio 2012 viene ceduto in compartecipazione alla Juventus, per 4 milioni di euro.
Il 31 agosto 2012 torna in prestito al Sassuolo, dove realizza la prima doppietta della sua stagione il 6 ottobre nella sfida a Grosseto. Il 18 maggio 2013 vince il campionato di Serie B, conquistando di fatto una storica promozione in Serie A per la squadra emiliana.
Il 19 giugno 2013 viene rinnovata la comproprietà in favore dei bianconeri. Tuttavia, il 28 agosto seguente, si trasferisce in prestito all'Elche, club spagnolo neopromosso in Primera División. Alla prima partita con la squadra spagnola, Boakye subentra nella ripresa e segna il definitivo 2-2 contro l'Almería al 95º minuto. La seconda rete è un colpo di testa al 91º minuto nella sesta giornata contro il Real Madrid, gol che però non basterà ad evitare la sconfitta. Chiude la sua esperienza in Spagna con 33 presenze e 7 gol, tra campionato e Coppa del Re, e rientra alla Juventus.
Il 20 giugno 2014 viene rinnovata la comproprietà tra i bianconeri e il Genoa.

#### Il trasferimento all'Atalanta ed i prestiti a Roda JC e Latina

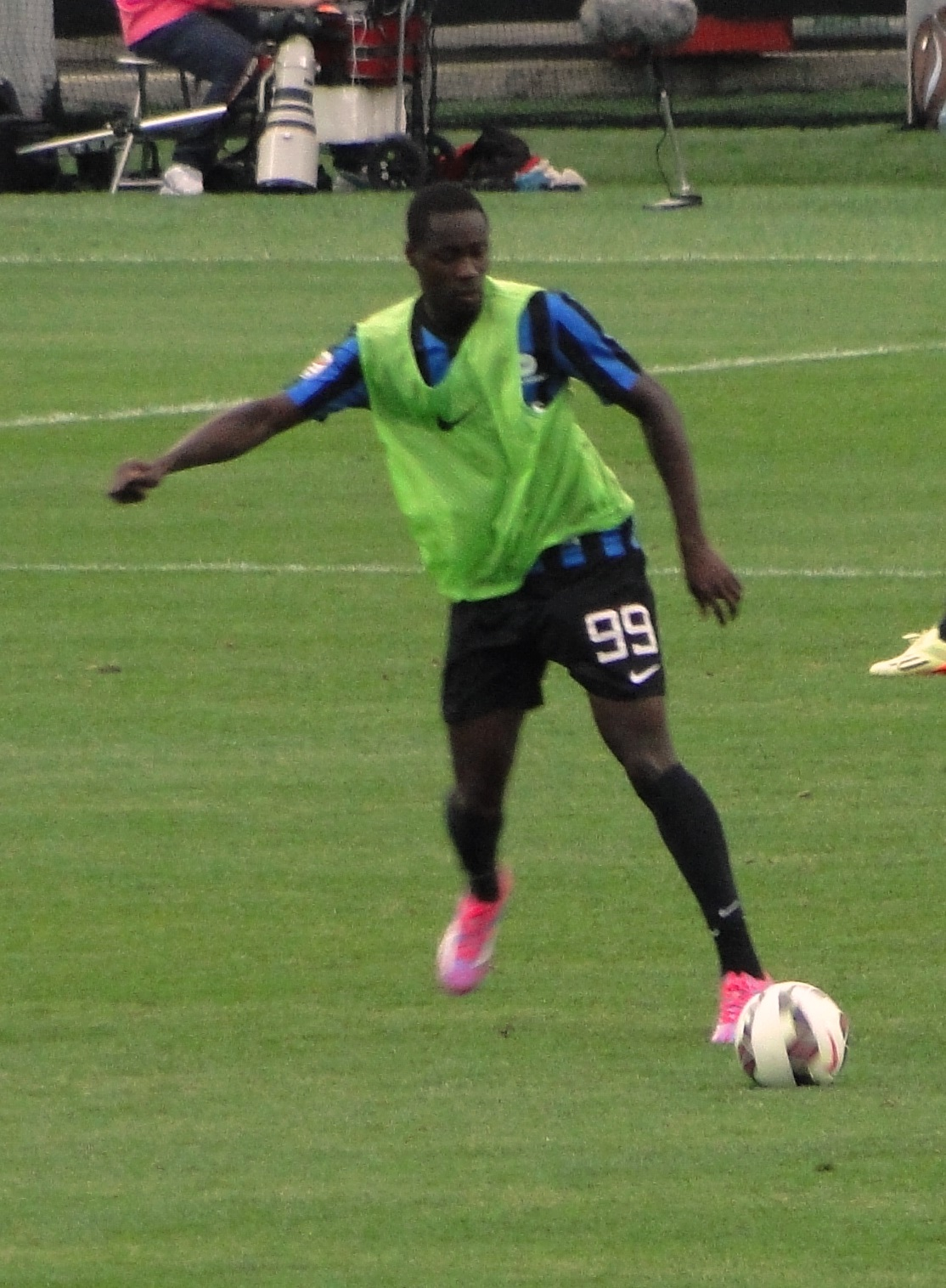
Boakye in allenamento con l'Atalanta

Il 22 luglio 2014 tramite il sito ufficiale della Lega Serie A, viene ufficializzato il suo passaggio all'Atalanta in prestito. Fa il suo esordio con la maglia nerazzurra nella partita di Coppa Italia vinta per 2-0 contro il Pisa il 23 agosto 2014. Il successivo 31 agosto gioca invece la sua prima partita in Serie A con la squadra bergamasca, nel pareggio casalingo per 0-0 contro l'Hellas Verona. Il 14 settembre segna il primo gol in Serie A con la maglia nerazzurra nella vittoria per 1-2 a Cagliari. Segna il suo primo gol con i bergamaschi il 19 ottobre, quando realizza la rete decisiva nella vittoria casalinga per 1-0 contro il Parma; il successivo 3 dicembre segna invece una doppietta nella partita di Coppa Italia vinta per 2-0 in casa contro l'Avellino.
Il 25 giugno 2015 viene riscattato interamente dall'Atalanta, che il successivo 31 agosto lo cede in prestito gratuito per una stagione al Roda JC, formazione della massima serie olandese.
Il 1º gennaio 2016 il giocatore torna al club bergamasco dopo aver collezionato 10 presenze totali (senza alcuna rete segnata) con la squadra giallonera. Nella medesima sessione di calciomercato passa in prestito al Latina, in Serie B. Totalizza 17 presenze stagionali con i laziali, andando in gol il 2 aprile 2016 in casa contro l'Avellino.
Iniziata la stagione 2016-2017 con il Latina (3 gol in 16 presenze), il 31 gennaio 2017 lascia il club laziale, passando in prestito fino al 30 giugno 2018 alla Stella Rossa, formazione della SuperLiga, la prima divisione serba, con la quale segna 12 gol in 16 partite di campionato e 3 gol in altrettante partite in Coppa di Serbia.

#### Stella Rossa, esperienza in Cina e ritorno in Serbia
Nell'estate del 2017 viene acquistato a titolo definitivo dalla Stella Rossa. Con il club serbo totalizza 27 gol in 30 partite di campionato, divenendo lo straniero con più gol in una sola stagione del club di Belgrado di tutti i tempi. Nell'arco della stessa stagione realizza la sua prima quadripletta da professionista nel derby contro il Rad Belgrado (vinto per 6-1). Nell'inverno successivo, nel mercato di gennaio 2018, è ceduto a titolo definitivo per 5,5 milioni ai cinesi del Jiangsu Suning. Dopo 15 partite e 3 gol, viene riceduto ai serbi (prima in prestito e poi, dopo 6 mesi, a titolo definitivo), in vista anche dell'imminente partecipazione alla Champions League 2018-2019. All'esordio stagionale in campionato, segna una doppietta, nella vittoria casalinga per 6-0 contro il Radnik Surdulica. Chiude la stagione con 15 presenze e 13 gol nel vittorioso campionato serbo, venendo riconfermato in rosa anche per la stagione 2019-2020.

#### Górnik Zabrze e Beitar Gerusalemme
Il 9 gennaio 2021 viene annunciato il suo passaggio al Górnik Zabrze, squadra militante in Ekstraklasa, la prima divisione polacca.
Il 20 luglio 2021 va a giocare al Beitar Gerusalemme club della prima divisione israeliana, dove durante la sua permanenza totalizza 26 presenze e 7 reti in incontri di campionato.

#### Il passaggio in Libia
Il 22 gennaio 2023, Boakye va a giocare all'Al-Akhdar, club militante nella prima divisione della Libia. Esordisce con il club l'8 marzo 2023 in una gara di Coppa della Confederazione CAF pareggiata per 1-1 contro l'FC Saint Eloi, dove tra l'altro metterà a segno la sua prima rete. Servirà il suo primo assist il 19 marzo seguente sempre nella stessa competizione, in una gara vinta per 4-1 contro il Marumo Gallants. Non scende invece mai in campo in incontri di campionato, concludendo la sua esperienza nel Paese nordafricano con 3 presenze in Coppa della Confederazione CAF.

#### Selangor
Il 28 giugno 2023 si trasferisce al Selangor, squadra militante nella massima serie malese. Esordisce per il club il 9 luglio seguente in una gara persa per 1-0 contro lo Sri Pahang. Esattamente sei giorni dopo, il 15 luglio, metterà a segno la sua prima rete nella Liga Super in una gara vinta per 3-0 contro il Penang. Ha esordito ufficialmente nella Piala Malaysia il 3 agosto in una gara vinta per 4-1 in trasferta contro il PDRM FC.

### Nazionale
Ha partecipato ai Mondiali Under-20 del 2013; nel 2012 ha esordito con la nazionale maggiore in amichevole contro la Cina, segnando tra l'altro il gol del pari nell'1-1 finale. Nel 2013 ha partecipato alla Coppa d'Africa, pur non entrando mai in campo. Nel 2017 realizza la sua prima e unica doppietta nel 5 a 1 esterno contro Repubblica del Congo, gara valida per le qualificazioni ai Mondiali di Russia 2018. Nel 2021 viene nuovamente convocato per la Coppa d'Africa.

## Statistiche

### Presenze e reti nei club
Statistiche aggiornate al 6 aprile 2025.
| Stagione            | Squadra             | Campionato          | Campionato | Campionato | Coppe nazionali | Coppe nazionali | Coppe nazionali | Coppe continentali | Coppe continentali | Coppe continentali | Altre coppe | Altre coppe | Altre coppe | Totale | Totale | Totale |
| Stagione            | Squadra             | Comp                | Pres       | Reti       | Comp            | Pres            | Reti            | Comp               | Pres               | Reti               | Comp        | Pres        | Reti        | Pres   | Reti   |        |
| ------------------- | ------------------- | ------------------- | ---------- | ---------- | --------------- | --------------- | --------------- | ------------------ | ------------------ | ------------------ | ----------- | ----------- | ----------- | ------ | ------ | ------ |
| 2009-2010           | Genoa               | A                   | 3          | 1          | CI              | 0               | 0               | -                  | -                  | -                  | -           | -           | -           | 3      | 1      |        |
| 2010-2011           | Genoa               | A                   | 4          | 0          | CI              | 1               | 0               | -                  | -                  | -                  | -           | -           | -           | 5      | 0      |        |
| Totale Genoa        | Totale Genoa        | Totale Genoa        | 7          | 1          |                 | 1               | 0               |                    | -                  | -                  |             | -           | -           | 8      | 1      |        |
| 2011-2012           | Sassuolo            | B                   | 32+2       | 10         | CI              | 2               | 2               | -                  | -                  | -                  | -           | -           | -           | 36     | 12     |        |
| 2012-2013           | Sassuolo            | B                   | 32         | 11         | CI              | 0               | 0               | -                  | -                  | -                  | -           | -           | -           | 32     | 11     |        |
| Totale Sassuolo     | Totale Sassuolo     | Totale Sassuolo     | 64+2       | 21         |                 | 2               | 2               |                    | -                  | -                  |             | -           | -           | 68     | 23     |        |
| 2013-2014           | Elche               | PD                  | 31         | 6          | CR              | 2               | 1               | -                  | -                  | -                  | -           | -           | -           | 33     | 7      |        |
| 2014-2015           | Atalanta            | A                   | 19         | 3          | CI              | 3               | 2               | -                  | -                  | -                  | -           | -           | -           | 22     | 5      |        |
| 2015-gen. 2016      | Roda JC             | ED                  | 9          | 0          | CO              | 1               | 0               | -                  | -                  | -                  | -           | -           | -           | 10     | 0      |        |
| gen.-giu. 2016      | Latina              | B                   | 17         | 1          | -               | -               | -               | -                  | -                  | -                  | -           | -           | -           | 17     | 1      |        |
| 2016-gen. 2017      | Latina              | B                   | 16         | 3          | CI              | 0               | 0               | -                  | -                  | -                  | -           | -           |             | 16     | 3      |        |
| Totale Latina       | Totale Latina       | Totale Latina       | 33         | 4          |                 | 0               | 0               |                    | -                  | -                  |             | -           | -           | 33     | 4      |        |
| gen.-giu. 2017      | Stella Rossa        | SL                  | 16         | 12         | CS              | 4               | 4               | -                  | -                  | -                  | -           | -           | -           | 20     | 16     |        |
| 2017-feb. 2018      | Stella Rossa        | SL                  | 14         | 15         | CS              | 0               | 0               | UEL                | 14                 | 8                  | -           | -           | -           | 28     | 23     |        |
| 2018                | Jiangsu Suning      | CSL                 | 15         | 3          | CC              | 1               | 0               | -                  | -                  | -                  | -           | -           | -           | 16     | 3      |        |
| gen.-giu. 2019      | Stella Rossa        | SL                  | 15         | 13         | CS              | 0               | 0               | UCL                | 3                  | 0                  | -           | -           | -           | 16     | 13     |        |
| 2019-2020           | Stella Rossa        | SL                  | 10         | 1          | CS              | 2               | 1               | UCL                | 8                  | 4                  | -           | -           | -           | 20     | 6      |        |
| 2020-Feb.2021       | Stella Rossa        | SL                  | 8          | 2          | CS              | 2               | 0               | UCL+UEL            | 0+3                | 0                  | -           | -           | -           | 13     | 2      |        |
| Totale Stella Rossa | Totale Stella Rossa | Totale Stella Rossa | 55         | 41         |                 | 6               | 5               |                    | 22                 | 12                 |             |             |             | 83     | 58     |        |
| Feb.-giu. 2021      | Górnik Zabrze       | EK                  | 13         | 0          | CP              | 1               | 0               | -                  | -                  | -                  | -           | -           | -           | 14     | 0      |        |
| 2021-2022           | Beitar Gerusalemme  | LhA                 | 23+4       | 5+1        | CT              | 1               | 0               | -                  | -                  | -                  | -           | -           | -           | 28     | 6      |        |
| 2022-gen. 2023      | Lamia               | SLE                 | 8          | 1          | CG              | 1               | 0               | -                  | -                  | -                  | -           | -           | -           | 9      | 1      |        |
| gen.-giu. 2023      | Al-Akhdar           | PL                  | 6          | 2          | CL              | 2               | 0               | CCC                | 3                  | 1                  | -           | -           | -           | 11     | 3      |        |
| 2023                | Selangor            | LS                  | 11         | 6          | CM              | 4               | 0               | -                  | -                  | -                  | -           | -           | -           | 15     | 6      |        |
| gen.-giu. 2025      | Sloga Doboj         | PL                  | 1          | 0          | KB              | 0               | 0               | -                  | -                  | -                  | -           | -           | -           | 1      | 0      |        |
| Totale carriera     | Totale carriera     | Totale carriera     | 301        | 94         |                 | 25              | 10              |                    | 25                 | 13                 |             | -           | -           | 351    | 117    |        |

### Cronologia presenze e reti in nazionale
| Cronologia completa delle presenze e delle reti in nazionale ― Ghana | Cronologia completa delle presenze e delle reti in nazionale ― Ghana | Cronologia completa delle presenze e delle reti in nazionale ― Ghana | Cronologia completa delle presenze e delle reti in nazionale ― Ghana | Cronologia completa delle presenze e delle reti in nazionale ― Ghana | Cronologia completa delle presenze e delle reti in nazionale ― Ghana | Cronologia completa delle presenze e delle reti in nazionale ― Ghana | Cronologia completa delle presenze e delle reti in nazionale ― Ghana |
| Data                                                                 | Città                                                                | In casa                                                              | Risultato                                                            | Ospiti                                                               | Competizione                                                         | Reti                                                                 | Note                                                                 |
| -------------------------------------------------------------------- | -------------------------------------------------------------------- | -------------------------------------------------------------------- | -------------------------------------------------------------------- | -------------------------------------------------------------------- | -------------------------------------------------------------------- | -------------------------------------------------------------------- | -------------------------------------------------------------------- |
| 15-8-2012                                                            | Xi'an                                                                | Cina                                                                 | 1 – 1                                                                | Ghana                                                                | Amichevole                                                           | 1                                                                    | 67’                                                                  |
| 11-9-2012                                                            | Monrovia                                                             | Liberia                                                              | 2 – 0                                                                | Ghana                                                                | Amichevole                                                           | -                                                                    |                                                                      |
| 14-11-2012                                                           | Lisbona                                                              | Capo Verde                                                           | 0 – 1                                                                | Ghana                                                                | Amichevole                                                           | -                                                                    |                                                                      |
| 10-1-2013                                                            | Abu Dhabi                                                            | Ghana                                                                | 3 – 0                                                                | Egitto                                                               | Amichevole                                                           | 1                                                                    | 46’                                                                  |
| 13-1-2013                                                            | Abu Dhabi                                                            | Ghana                                                                | 4 – 2                                                                | Tunisia                                                              | Amichevole                                                           | -                                                                    | 46’                                                                  |
| 7-6-2013                                                             | Omdurman                                                             | Sudan                                                                | 1 – 3                                                                | Ghana                                                                | Qual. Mondiali 2014                                                  | -                                                                    | 61’                                                                  |
| 16-6-2013                                                            | Maseru                                                               | Lesotho                                                              | 0 – 2                                                                | Ghana                                                                | Qual. Mondiali 2014                                                  | -                                                                    | 61’                                                                  |
| 28-3-2015                                                            | Le Havre                                                             | Ghana                                                                | 1 – 2                                                                | Senegal                                                              | Amichevole                                                           | 1                                                                    | 80’                                                                  |
| 31-3-2015                                                            | Parigi                                                               | Ghana                                                                | 1 – 1                                                                | Mali                                                                 | Amichevole                                                           | -                                                                    | 69’ 81’                                                              |
| 1-9-2015                                                             | Brazzaville                                                          | Rep. del Congo                                                       | 2 – 3                                                                | Ghana                                                                | Amichevole                                                           | 1                                                                    | 68’                                                                  |
| 5-9-2015                                                             | Kigali                                                               | Ruanda                                                               | 0 – 1                                                                | Ghana                                                                | Qual. Coppa d'Africa 2017                                            | -                                                                    | 61’                                                                  |
| 5-9-2017                                                             | Brazzaville                                                          | Rep. del Congo                                                       | 1 – 5                                                                | Ghana                                                                | Qual. Mondiali 2018                                                  | 2                                                                    | 87’                                                                  |
| 7-10-2017                                                            | Kampala                                                              | Uganda                                                               | 0 – 0                                                                | Ghana                                                                | Qual. Mondiali 2018                                                  | -                                                                    |                                                                      |
| 12-11-2017                                                           | Kumasi                                                               | Ghana                                                                | 1 – 1                                                                | Egitto                                                               | Qual. Mondiali 2018                                                  | -                                                                    | 74’                                                                  |
| 11-11-2021                                                           | Johannesburg                                                         | Etiopia                                                              | 1 – 1                                                                | Ghana                                                                | Qual. Mondiali 2022                                                  | -                                                                    | 61’                                                                  |
| 14-11-2021                                                           | Cape Coast                                                           | Ghana                                                                | 1 – 0                                                                | Sudafrica                                                            | Qual. Mondiali 2022                                                  | -                                                                    | 87’                                                                  |
| 5-1-2022                                                             | Ar Rayyan                                                            | Algeria                                                              | 3 – 0                                                                | Ghana                                                                | Amichevole                                                           | -                                                                    | 67’                                                                  |
| 10-1-2022                                                            | Yaoundé                                                              | Marocco                                                              | 1 – 0                                                                | Ghana                                                                | Coppa d'Africa 2021 - 1º turno                                       | -                                                                    | 90+1’                                                                |
| 18-1-2022                                                            | Garoua                                                               | Ghana                                                                | 2 – 3                                                                | Comore                                                               | Coppa d'Africa 2021 - 1º turno                                       | 1                                                                    | 60’                                                                  |
| Totale                                                               |                                                                      | Presenze                                                             | 19                                                                   |                                                                      | Reti                                                                 | 7                                                                    |                                                                      |

| Cronologia completa delle presenze e delle reti in nazionale ― Ghana under 20 | Cronologia completa delle presenze e delle reti in nazionale ― Ghana under 20 | Cronologia completa delle presenze e delle reti in nazionale ― Ghana under 20 | Cronologia completa delle presenze e delle reti in nazionale ― Ghana under 20 | Cronologia completa delle presenze e delle reti in nazionale ― Ghana under 20 | Cronologia completa delle presenze e delle reti in nazionale ― Ghana under 20 | Cronologia completa delle presenze e delle reti in nazionale ― Ghana under 20 | Cronologia completa delle presenze e delle reti in nazionale ― Ghana under 20 |
| Data                                                                          | Città                                                                         | In casa                                                                       | Risultato                                                                     | Ospiti                                                                        | Competizione                                                                  | Reti                                                                          | Note                                                                          |
| ----------------------------------------------------------------------------- | ----------------------------------------------------------------------------- | ----------------------------------------------------------------------------- | ----------------------------------------------------------------------------- | ----------------------------------------------------------------------------- | ----------------------------------------------------------------------------- | ----------------------------------------------------------------------------- | ----------------------------------------------------------------------------- |
| 18-4-2011                                                                     | Johannesburg                                                                  | Ghana under 20                                                                | 1 – 2                                                                         | Nigeria under 20                                                              | Coppa d'Africa Under-20 2011 - 1º turno                                       | -                                                                             |                                                                               |
| 21-4-2011                                                                     | Johannesburg                                                                  | Gambia under 20                                                               | 1 – 1                                                                         | Ghana under 20                                                                | Coppa d'Africa Under-20 2011 - 1º turno                                       | 1                                                                             |                                                                               |
| 24-4-2011                                                                     | Johannesburg                                                                  | Ghana under 20                                                                | 1 – 1                                                                         | Camerun under 20                                                              | Coppa d'Africa Under-20 2011 - 1º turno                                       | -                                                                             |                                                                               |
| 21-6-2013                                                                     | Istanbul                                                                      | Francia under 20                                                              | 3 – 1                                                                         | Ghana under 20                                                                | Mondiali Under-20 2013 - 1º turno                                             | 1                                                                             | 69’                                                                           |
| 24-6-2013                                                                     | Istanbul                                                                      | Spagna under 20                                                               | 1 – 0                                                                         | Ghana under 20                                                                | Mondiali Under-20 2013 - 1º turno                                             | -                                                                             |                                                                               |
| 3-7-2013                                                                      | Kayseri                                                                       | Portogallo under 20                                                           | 2 – 3                                                                         | Ghana under 20                                                                | Mondiali Under-20 2013 - Ottavi di finale                                     | 1                                                                             | 75’                                                                           |
| 7-7-2013                                                                      | Istanbul                                                                      | Ghana under 20                                                                | 4 – 3 dts                                                                     | Cile under 20                                                                 | Mondiali Under-20 2013 - Quarti di finale                                     | -                                                                             | 71’                                                                           |
| 10-7-2013                                                                     | Bursa                                                                         | Francia under 20                                                              | 2 – 1                                                                         | Ghana under 20                                                                | Mondiali Under-20 2013 - Semifinale                                           | -                                                                             | 81’                                                                           |
| Totale                                                                        |                                                                               | Presenze                                                                      | 8                                                                             |                                                                               | Reti                                                                          | 3                                                                             |                                                                               |

## Palmarès

### Club

#### Competizioni giovanili
- Coppa Italia Primavera: 1

Genoa: 2008-2009
- Supercoppa Primavera: 2

Genoa: 2009, 2010
- Campionato Primavera: 1

Genoa: 2009-2010

#### Competizioni nazionali
- Campionato italiano di Serie B: 1

Sassuolo: 2012-2013
- Campionato serbo: 2

Stella Rossa: 2018-2019, 2019-2020